# Diversion Hills
Die Diversion Hills (englisch für Umleitungshügel) sind eine Gruppe niedriger Felsvorsprünge im ostantarktischen Viktorialand. Sie ragen am östlichen Ausläufer der Pain Mesa in der Mesa Range auf.
Die Südgruppe der von 1966 bis 1967 dauernden Kampagne im Rahmen der New Zealand Geological Survey Antarctic Expedition benannte sie so, da die Gruppe auf ihrem Weg zum Navigator-Nunatak hier nach Osten abzweigte.